# La Messe rouge
La Messe rouge est un roman historique de Juliette Benzoni paru en 2000. Il compose le deuxième volet de la série Le Jeu de l'amour et de la mort.

## Personnages
Jean de Batz, et ses multiples déguisements (le citoyen Agricol notamment).
Anne-Laure de Lauren, marquise de Pontallec, se fait passer pour une americaine, Laura Adams.
Pitou, fidele ami de Batz.
Jaouen, fidele ami de Laura.
Marie de Grandmaison, unique compagne de Batz.
Comptesse Eulalie de Sainte-Alferine, alias citoyenne Lallie Briquet.

## Histoire
Anne Laure de Pontallec a disparu dans la tourmente de la Révolution. On la croit morte. En réalité, devenue Laura Adams, elle a promis de rejoindre à Londres son ami le baron de Batz, où tous deux continueront à se battre en faveur de la Famille royale de France. Quand Batz arrive dans la capitale britannique pour ce rendez-vous, il ignore ce qu'Anne Laure est devenue entre-temps et l'incroyable découverte qu'elle a faite en venant s'embarquer à Saint-Malo : sa mère a épousé celui que tous considéraient comme veuf, son propre mari, le détestable Josse de Pontallec ! Hélas, pris tout entier par sa lutte pour la reine Marie-Antoinette et ses enfants, l'Homme du Roi n'a pas le temps de chercher son amie, introuvable à Londres. Il est loin d'imaginer dans quelles circonstances il la retrouvera bientôt en France. De retour à Paris noyé sous les flots de sang de la Terreur, Batz enchaîne complots et tentatives d'évasion. Une étrange fatalité paraît le poursuivre. Une fatalité qui a peut-être un nom. Il devra payer d'un prix extrêmement cruel la réussite de ses opérations. Échappera-t-il au massacre de la place du Trône ?

## Lieux de l'histoire
France, les années suivant la Révolution